# Word of Mouf
Word of Mouf è il terzo album del rapper statunitense Ludacris, pubblicato nel 2001 dalla Def Jam Recordings. Dall'album sono stati estratti i singoli "Roll Out (My Business)", "Area Codes", "Move Bitch" e "Saturday (Oooh Oooh!)". Il lavoro di Ludacris è stato nominato ai Grammy Awards del 2003 come Best Rap Album, il premio è però stato vinto da The Eminem Show.
Ha debuttato con 281 000 copie nella prima settimana di distribuzione nella Billboard 200 alla posizione numero 3, ha venduto 3.8 milioni di copie solo negli Stati Uniti e 5 milioni in tutto il mondo diventando così l'album di maggiore successo di Ludacris.

## Tracce
| #  | Title                                     | Producer(s)     | Featured guest(s)                 | Time  |
| -- | ----------------------------------------- | --------------- | --------------------------------- | ----- |
| 1  | "Coming 2 America"                        | Bangladesh      |                                   | 4:23  |
| 2  | "Rollout (My Business)"                   | Timbaland       |                                   | 4:58  |
| 3  | "Go 2 Sleep"                              | Bangladesh      | I-20, Fate Wilson & Three 6 Mafia | 5:12  |
| 4  | "Cry Babies (Oh No)"                      | Swizz Beatz     |                                   | 5:58  |
| 5  | "She Said"                                | Organized Noise | Fate Wilson                       | 4:35  |
| 6  | "Howhere (Skit)"                          | I-20 & Ludacris |                                   | 1:13  |
| 7  | "Area Codes"                              | Jazze Pha       | Nate Dogg                         | 5:04  |
| 8  | "Growing Pains"                           | P. King         | Fate Wilson & Keon Bryce          | 4:51  |
| 9  | "Greatest Hits (Skit)"                    | Mike Johnson    |                                   | 1:18  |
| 10 | "Move Bitch"                              | KLC             | Mystikal & I-20                   | 4:30  |
| 11 | "Stop Lying (Skit)"                       |                 | Ludacris & I-20                   | 1:38  |
| 12 | "Saturday (Oooh Oooh!)"                   | Organized Noise |                                   | 3:52  |
| 13 | "Keep It on the Hush"                     | Jazze Pha       |                                   | 4:48  |
| 14 | "Word of Mouf (Freestyle)"                | Chaka Zulu      | 4-Ize                             | 2:13  |
| 15 | "Get the Fuck Back"                       | Bangladesh      | I-20, Fate Wilson & Shawnna       | 5:21  |
| 16 | "Freaky Thangs"                           | Bangladesh      | Twista & Jagged Edge              | 5:34  |
| 17 | "Cold Outside"                            | Jook            |                                   | 6:05  |
| 18 | "Block Lockdown"                          | Bangladesh      | I-20                              | 7:48* |
| 19 | "Welcome to Atlanta" (Bonus/Hidden Track) | Jermaine Dupri  | Jermaine Dupri                    | 4:25* |

## Classifiche

### Classifiche settimanali
| Classifica (2001-2002)    | Posizione massima |
| ------------------------- | ----------------- |
| Germania                  | 98                |
| Regno Unito               | 57                |
| Stati Uniti               | 3                 |
| US Top R&B/Hip-Hop Albums | 1                 |

### Classifiche di fine anno
| Classifica (2002)         | Posizione massima |
| ------------------------- | ----------------- |
| Stati Uniti               | 10                |
| US Top R&B/Hip-Hop Albums | 2                 |